# Устье (Вяземский район)
Устье — деревня в Вяземском районе Смоленской области России. Входит в состав Ефремовского сельского поселения. Население — 6 жителей (2007).

## Географическое положение
Расположена в восточной части области в 15 км к юго-востоку от Вязьмы, в 10 км восточнее автодороги Р132 Вязьма — Калуга — Тула — Рязань. В 10 км западнее деревни расположена железнодорожная станция О.п. 9-й км на линии Вязьма — Занозная.

## История
В годы Великой Отечественной войны деревня была оккупирована гитлеровскими войсками в октябре 1941 года, освобождена в марте 1943 года.
В 1963 году указом Президиума Верховного Совета РСФСР деревня Бесово Вяземского сельского района переименована в Устье.